# Avvelenamento di Aleksej Naval'nyj
L'avvelenamento di Aleksej Naval'nyj è avvenuto il 20 agosto 2020 in circostanze non chiarite.

## Corso
La mattina del 20 agosto 2020, Naval'nyj e la sua portavoce, Kira Jarmyš, erano bordo dell'aereo S7 Airlines volando da Tomsk a Mosca (aeroporto di Domodedovo). Durante il volo, Naval'nyj ha cominciato a manifestare sintomi di malessere perdendo coscienza. L'aereo ha effettuato un atterraggio di emergenza all'aeroporto di Omsk. Naval'nyj è stato portato al reparto di rianimazione tossica dell'Ospedale di emergenza clinica n. 1 della città. Il primario dell'ospedale ha riferito che Naval'nyj è caduto in coma ed è stato collegato a un ventilatore.
La portavoce Kira Jarmyš ha dichiarato che Naval'nyj ha subito un avvelenamento tossico e che il giorno della partenza non aveva mangiato nulla, ma aveva bevuto solo un tè acquistato all'aeroporto di Tomsk.
Lo stesso giorno, i soci di Naval'nyj hanno fatto appello al Comitato Investigativo con la richiesta di aprire un procedimento penale sul tentato omicidio di un funzionario di stato o di uno statista.
Il 21 agosto, dopo la richiesta della famiglia e del partito Russia del Futuro alla cancelliera della Germania Angela Merkel e al presidente francese Emmanuel Macron, un aereo dalla Germania è atterrato ad Omsk per trasportare Naval'nyj alla clinica di Berlino.
Tuttavia, un consiglio di medici ha considerato le condizioni di Naval'nyj "instabili" e "non trasportabili" e ha rifiutato il permesso di trasporto. Colleghi e parenti di Naval'nyj hanno deciso di appellarsi alla Corte europea dei diritti dell'uomo con la richiesta di vietare alle autorità russe di ostacolare il trasporto.
Julija Naval'naja ha inviato una lettera-appello a Vladimir Putin, in cui ha chiesto il permesso di trasportarlo in Germania per le cure. La conclusione della lettera: «Mi rivolgo ufficialmente a lei pretendendo l'autorizzazione al trasferimento».
La sera del 21 agosto, il suo medico curante, Anastasija Vasil'eva, ha comunicato che i medici dell'ospedale avevano dato il permesso di trasportare Naval'nyj in Germania. Il 22 agosto 2020 Naval'nyj è atterrato a Berlino e ricoverato all'ospedale universitario della Charité.
Quando si è saputo che Navalny era caduto in coma, la collaboratrice Marija Pevčich, anche lei in viaggio con lui, andò all'hotel dove aveva soggiornato e prese da lì delle bottiglie d'acqua di plastica. Le bottiglie furono portate dalla Russia alla Germania sull'aereo su cui è stato evacuato Navalny. Il 2 settembre l'ospedale Charité ha confermato l'ipotesi dell'avvelenamento, affermando che le analisi di Naval'nyj hanno riscontrato la presenza del Novičok, agente nervino già utilizzato per avvelenare l'ex spia russa Sergej Skripal', nel 2018, ad annunciarlo un portavoce del governo tedesco.
Il 14 dicembre è stata pubblicata un'indagine congiunta di The Insider e Bellingcat in collaborazione con la CNN e Der Spiegel che coinvolgeva agenti del Servizio di sicurezza federale (FSB) russo nell'avvelenamento di Naval'nyj. L'indagine ha descritto in dettaglio un'unità speciale dell'FSB specializzata in sostanze chimiche e gli investigatori hanno rintracciato i membri dell'unità utilizzando dati di telecomunicazioni e di viaggio. Quel giorno Naval'nyj pubblicò un nuovo video e twittò: "Caso chiuso. So chi ha tentato di uccidermi. Il caso relativo al mio tentativo di omicidio è risolto. Conosciamo i nomi, conosciamo i ranghi e abbiamo le foto". Secondo le indagini, Naval'nyj è stato sorvegliato da un gruppo di agenti dell'unità per tre anni e potrebbero esserci stati tentativi precedenti di avvelenare Naval'nyj.
In seguito a questa indagine, ma prima della sua pubblicazione, Naval'nyj telefonò a Konstantin Kudrjavcev, uno degli agenti dell'FSB coinvolti, presentandosi come aiutante di Nikolaj Patrušev chiedendo dettagli sul perché il tentato avvelenamento fosse fallito. Kudrjavcev ha detto che l'agente del Novičok era stato applicato alle mutande di Naval'nyj mentre si trovava in hotel a Tomsk, ma mentre le aveva indossate per il volo come previsto, il veleno era stato apparentemente assorbito troppo lentamente per avere effetti letali prima che l'aereo partisse. Dopo l'evacuazione medica di Naval'nyj in Germania, Kudrjavcev è stato inviato a recuperare i vestiti di Naval'nyj in modo che potessero essere trattati per rimuovere le tracce di Novičok prima che potessero essere testati da esperti indipendenti.

## Reazione
Dmitrij Peskov, portavoce del presidente della Federazione Russa, ha promesso di assistere l'evacuazione di Naval'nyj per cure mediche all'estero, se verranno ricevute richieste di aiuto, in tal senso.
Il medico personale di Naval'nyj, Anastasija Vasil'eva, ha risposto alla proposta del Cremlino e ha pubblicato sul suo Twitter una richiesta di assistenza per fornire documentazione medica per il trasferimento di Naval'nyj al principale centro antiveleni in Europa. Il vice ministro della Sanità Oleg Salagaj ha contattato Vasil'eva e si è offerto di aiutare con il trasporto di Naval'nyj.
Il 20 agosto si tennero manifestazioni in diverse città a sostegno di Naval'nyj. I membri del partito e della FBK chiedono di aprire un procedimento penale per tentato omicidio.
Preoccupazione per la "malattia improvvisa" di Naval'nyj è stata espressa dal portavoce delle Nazioni Unite Stefan Dujarrick.
Mentre, Angela Merkel ed Emmanuel Macron in una conferenza stampa congiunta hanno annunciato la disponibilità dei loro paesi a fornire a Naval'nyj assistenza medica nelle loro cliniche.
Il ministro degli affari esteri italiano Luigi Di Maio ha dichiarato di seguire attentamente la situazione con Naval'nyj e ha invitato a fare rapidamente chiarezza su quanto accaduto.